# پل دومر
جوزف آتاناز دومر معمولاً با نام پل دومر شناخته می‌شود (فرانسوی: pɔl dumɛːʀ؛ انگلیسی: Joseph Athanase Doumer؛ ‏زادهٔ ۲۲ مارس ۱۸۵۷ – درگذشتهٔ ۷ مهٔ ۱۹۳۲) سیاستمدار فرانسوی بود که از ۱۳ ژوئن ۱۹۳۱ تا زمان ترورش در ۷ مه ۱۹۳۲، به عنوان چهاردهمین رئیس‌جمهور فرانسه خدمت کرد.
او در ۶ مه ۱۹۳۲ طی بازدید و افتتاح نمایشگاه کتابی در پاریس، هدف گلوله یک پزشک روسی مبتلا به بیماری‌های روانی قرار گرفت و از ناحیه قاعده جمجمه و زیر بغل راست به شدت آسیب دید و بر اثر شدت جراحات در روز بعد درگذشت.